# Philaethria ostara
Espèce
Philaethria ostara est une espèce de papillons de la famille des Nymphalidae, de la sous-famille des Heliconiinae et du genre Philaethria.

## Systématique
L'espèce Philaethria ostara a été décrite par Julius Röber en 1906, sous le nom initial de Metamorpha ostara. La localité type est Cauca-Tale en Colombie.
Philaethria ostara a été considéré un temps comme Philaethria dido ostara une sous-espèce de Philaethria dido.

## Liste des sous-espèces
- Philaethria ostara osara présent de la Colombie à la Bolivie
- Philaethria ostara araguensis Constantino et Salazar, 2010, présent au Venezuela.
- Philaethria ostara meridensis Constantino et Salazar, 2010, présent au Venezuela[2].

## Description
Philaethria ostara est un très grand papillon aux ailes très allongées, de couleur noire avec de grandes taches ovales bleu-vert symétriques.
Le revers présente les mêmes marques sur un fond marron, avec la présence aux ailes postérieures d'une bande blanche postdiscale qui le distingue des autres Philaethria.

### Plantes hôtes
Les plantes hôtes de sa chenille sont des Passiflora ou passiflores.

## Écologie et distribution
Philaethria ostara est présent en Colombie, au Venezuela et en Bolivie,.

### Biotope
Philaethria ostara réside dans la canopée de la forêt andine à une altitude supérieure aux autres Philaethria, entre 450 m et 1 600 m .